# Eugene DeVerdi
Eugene DeVerdi, pseudonimo di Vincenzo Pelliccione (Rosciolo dei Marsi, 21 giugno 1893 – Roma, 20 giugno 1978), è stato un attore e stuntman italiano.

## Biografia
Nato nel 1893 nel piccolo paese abruzzese di Rosciolo dei Marsi (AQ) si trasferì nel 1915, in America. Ad Hollywood (Las Palmas Avenue, Los Angeles) per vivere dipinse e scrisse poesie, in seguito collaborò in teatro con l'attrice Mae West, star del musical e al cinema con l'attore Buster Keaton. In un ristorante incontrò Charlie Chaplin che colpito dalla somiglianza lo scelse come sua controfigura. Dopo alcuni anni la collaborazione tra i due artisti s'interruppe, tuttavia la carriera dell'italo-americano proseguì nel mondo del cinema come tecnico delle luci e degli effetti speciali. 
Tornò in Italia a Roma dove concluse la sua carriera a Cinecittà. Morì in una casa di cura della capitale a 84 anni, nel 1978, pochi mesi dopo la scomparsa di Chaplin.

## Carriera
La carriera cinematografica come controfigura di Charlot iniziò con le prove e gli spot dei film Il circo (1928), Luci della città (1931), Tempi moderni (1936) e Il grande dittatore (1940).Recitò una parte in La città dalle mille luci, film del 1937 diretto da Harry Lachman. Seguì il celebre Chaplin nelle tournée della Florida e della California. 
Il rapporto artistico tra i due cessò per scelta di Chaplin. Per Eugene DeVerdi iniziò così un nuovo ciclo come inventore di luci e macchinari per gli effetti speciali in ambito cinematografico, lavorando per importanti produzioni come Teresa (1951), Ventimila leghe sotto i mari (1954), Ben-Hur (1959) e Cleopatra (1963). 
Dal 1968 al 1978 lavorò per gli studi di Dino De Laurentiis collaborando con il nipote, l'artista Enzo Carnebianca.

## Filmografia
- 1937 La città dalle mille luci (It Happened in Hollywood) nel ruolo di Charlie Chaplin.